# Fabiana punensis
Fabiana punensis är en potatisväxtart som beskrevs av S.C. Arroyo. Fabiana punensis ingår i släktet Fabiana och familjen potatisväxter. Inga underarter finns listade i Catalogue of Life.